# Ferdinand Philipp von Harsch
Grof Ferdinand Philipp von Harsch, avstrijski general, vojni inženir in vojaški teoretik, * 21. november 1704, † 1. november 1792.

## Življenjepis
Sprva je služil med vojno s Turki od leta 1739 naprej, med katero je kot polkovnik poveljeval pehotnemu polku. Med avstrijsko nasledstveno vojno je imel že čin generalmajorja in se odlikoval v več bitkah, tako da je bil ob koncu vojne povišan v čin podmaršala.
Po vojni je bil za krajši čas upokojen, dokler ni bil leta 1753 imenoval za cesarskega komisarja mejnih enot, nato pa za vrhovnega poveljnika in generalnega komisarja Gradca in Furlanije. Sodeloval je tudi v bojih sedemletne vojne. Leta 1761 je bil imenovan za direktorja inženirstva in leta 1772 za guvernerja Avstrijske šlezije. Po njegovih načrtih so zgradili trdnjavo Königgrätz.